# Alternanthera sessilis
Alternanthera sessilis es una especie de planta acuática de la familia de las amarantáceas. Se usa como planta de acuario. Se distribuye por todo el mundo.

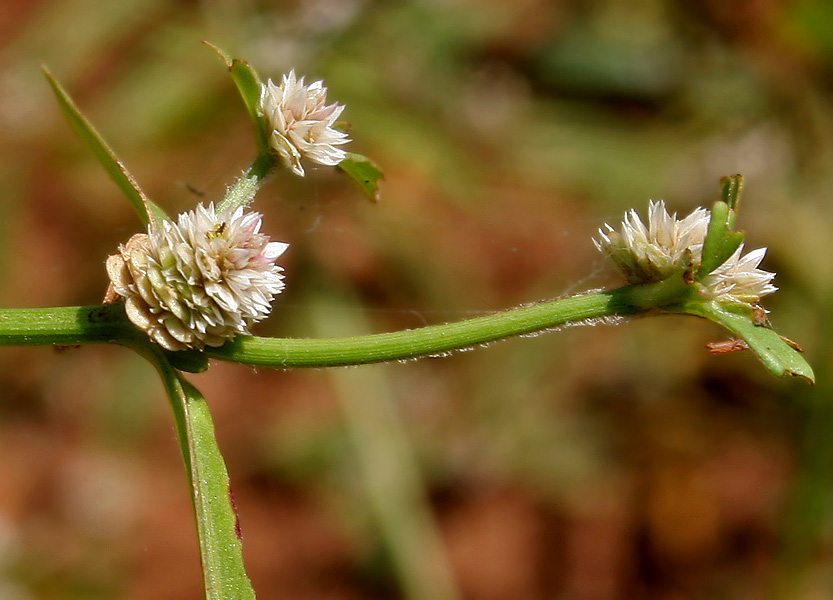
Inflorescencia

## Descripción
Esta especie está clasificada como una mala hierba en algunas zonas del sur de los Estados de los EE. UU. Por lo general (pero no siempre, especialmente en áreas de alta humedad donde puede incluso ser un jardín de malas hierbas) se encuentran en lugares húmedos o mojados.
Es una hierba perenne con tallos postrados, raramente ascendentes, a menudo las raíces crecen de los nudos. Las hojas obovadas a ampliamente elípticas, de vez en cuando linear-lanceoladas, de 1-15 cm de largo, 0.3-3 cm de ancho, glabras a escasamente vellosas, pecíolos de 1-5 mm de largo. Las flores se encuentran en espigas sésiles, con brácteas y bractéolas blanco brillante.
Aerva lanata, también de la familia Amaranthaceae y con apariencia similar, se confunde a menudo con Alternanthera sessilis. En una observación cuidadosa se ve que las flores de A. sessilis están situadas sobre el vástago y su forma es redonda.

## Propiedades
Los brotes y las hojas se utilizan como una verdura en el sudeste de Asia. De vez en cuando se cultiva para alimento o para su uso como hierba medicinal.
Es diurética, tónica y de refrigeración. El jugo de esta planta, se considera beneficioso para los ojos, es un ingrediente en la fabricación de aceites medicinales para el cabello y kohl. La variedad roja de esta planta es una planta de jardín común de cobertura, que también se utiliza como verdura culinaria.

## Taxonomía
Alternanthera sessilis fue descrita por  (L.) R.Br. ex DC., y publicado en Catalogus plantarum horti botanici monspeliensis 77. 1813.
Etimología
Alternanthera: nombre genérico que deriva del latín alternans, que significa "alternando" y anthera, que significa "antera", haciendo referencia a la estructura floral, en la que los estambres con antera alternan con estaminodios sin antera.
sessilis: epíteto latino que significa "sin peciolo".